# Enrik García
Enrique García Pereña (Madrid; 17 de febrero de 1973), más conocido como Enrik García, es un guitarrista, compositor, arreglista y productor español. Es principalmente conocido por ser el guitarrista, fundador y principal compositor de la banda española de power metal sinfónico/neoclásico, Dark Moor. Siendo el único miembro original de dicha banda a la fecha.
Por otro lado, ha sido uno de los principales compositores de las bandas sonoras para películas del director Paul Naschy.[cita requerida] Aparte de sus actividades como músico profesional, ejercía como profesor dando clases de guitarra eléctrica, teoría musical y composición en la escuela Bohemian Bocanegra Rhapsody en Madrid, España. Hoy día trabaja en la escuela Enclave donde ejerce como director de la academia.

## Discografía

### Dark Moor
- 1999: Shadowland
- 2000: The Hall Of The Olden Dreams
- 2001: The Fall Of Melnibone (EP)
- 2002: The Gates Of Oblivion
- 2003: Dark Moor
- 2003: Between Light and Darkness (EP)
- 2005: Beyond The Sea
- 2007: Tarot
- 2009: Autumnal
- 2010: Ancestral Romance
- 2013: Ars Musica
- 2015: Project X
- 2018: Origins

## Colaboraciones
Algunas colaboraciones de Enrik con otras bandas o proyectos musicales.
| Tema               | Banda           | Álbum                 | Rol                        | Año  |
| ------------------ | --------------- | --------------------- | -------------------------- | ---- |
| El Último Amanecer | Red Wine        | El Fin De Los Tiempos | Coros                      | 2002 |
| Hemoglobina        | Sôber           | Paradÿsso             | Arreglos                   | 2004 |
| Paradÿsso          | Sôber           | Paradÿsso             | Arreglos                   | 2004 |
| *Álbum entero*     | Tears Of Martyr | Tales                 | Orquestaciones, Producción | 2013 |
| Sakura Tear Drops  | MinstreliX      | Chronostrings         | Solo de Guitarra           | 2014 |